# Стале Попов
Стале Попов (Прилеп, 25. мај 1902 — Скопље, 10. март 1965) био је македонски књижевник. Написао је више прозних дела — романа и приповедака. У његову част Друштво македонских писаца установило је годишњу награду „Стале Попов“.

## Биографија
Рођен је у селу Мелница у сеоској породици. Велики број чланова његове породице и предака су, по традицији били пољопривредници, али је међу њима било и школованих. Још као дете био је свједок тешког живота својих суседа, који су живјели под Турцима. Основно образовање завршио је у селу Витолиште. Након тога, уписао је гимназију у Прилепу, а затим Теолошки факултет факултет у Београду. Пре Другог светског рата радио је као земљорадник, дрвар, трговац и службеник у Народној скупштини. После ослобођења Стале Попов постао је председник Окружног народног одбора у Прилепу, а затим је радио и као управник Шумске дирекције. Касније се посветио педагошком раду и радио је као професор македонског језика у Прилепу и Скопљу.
Преминуо је у Скопљу 10. марта 1965. године.

## Књижевни рад
Стале Попов је врло рано почео да пише, али се као писац развио по завршетку Другог светског рата. Прве приповетке „Мице Касапче” и „Петре Андов” објавио је у часопису „Современост”. Праву књижевну афирмацију доживео је првим романом „Крпани живот” (1953), чији је други део објављен 1954. године. Одмах након тога, написао је низ дела и постао један од најплоднијих романописаца и приповедача у македонској књижевности. Године 1953. постао је члан Друштва македонских писаца. Аутор је и следећих дела: 
- Крпани живот (роман, 1953)
- Крпани живот 2  (роман, 1954)
- Итар Пејо (приче, 1955)
- Толе паша (роман, 1956)
- Опасна мурината (дужа проза, 1956)
- Калеш Анђа (роман, 1958)
- Дилбер Стана (роман, 1958)
- Маријев вашар (новела, 1961)
- Између неба и земље (приче, 1963)
- Шаћир војвода (романсирана биографија, 1966)
- Необично дете (роман, 1966)
- Доктор Орешкоски (роман, 1966)

Његова сабрана дела објављена су више пута: 1966. (у 12 томова), 1976. (у 12 томова) и 1987. (у 4 тома).

## Признања
У знак сећања на његов рад, 1975. године установљена је годишња награда „Стале Попов“, коју додељује Друштво македонских писаца.